# لامبرت ويلسون
لامبرت ويلسون (بالفرنسية: Lambert Wilson)‏
```
(و. 
1958
 – 
م
)
[
4
]
 هو 
ممثل
، 
ومغن
 من 
فرنسا
 . ولد في 
نويي-سور-سين
.
[
5
]
[
6
]
```

## جوائز
حصل على جوائز منها:
- قائد الفنون والآداب.

## روابط خارجية
- لامبرت ويلسون على موقع IMDb (الإنجليزية)
- لامبرت ويلسون على موقع روتن توميتوز (الإنجليزية)
- لامبرت ويلسون على موقع مونزينجر (الألمانية)
- لامبرت ويلسون على موقع قاعدة بيانات الأفلام العربية
- لامبرت ويلسون على موقع قاعدة بيانات الأفلام العربية
- لامبرت ويلسون على موقع ألو سيني (الفرنسية)
- لامبرت ويلسون على موقع ميوزك برينز (الإنجليزية)
- لامبرت ويلسون على موقع تيرنر كلاسيك موفيز (الإنجليزية)
- لامبرت ويلسون على موقع أول موفي (الإنجليزية)
- لامبرت ويلسون على موقع قاعدة بيانات الأفلام السويدية (السويدية)